# Dom Bosco (Minas Gerais)
Dom Bosco, amtlich portugiesisch Município de Dom Bosco, ist ein brasilianisches Município im Nordwesten von Minas Gerais des mittleren Südosten Brasiliens. Das Munizip liegt nordöstlich von Paracatu und 85 km südöstlich von Unaí. Namenspatron ist der Hl. Don Giovanni Bosco (portugiesisch Dom João Belchior Bosco).

## Geographie
Die Gemeinde liegt auf 610 Metern, hatte eine Fläche von 822 km² (2017: 817,383 km²). Die Landesstraße MG-188 und die Bundesstraße BR-251 führen nach Unaí.
Gemäß der seit 2017 geltenden Einteilung des brasilianischen Instituts für Geografie und Statistik, gehört die Gemeinde zu den geografischen Regionen Patos de Minas und Unaí. Bis dahin gehörte die Gemeinde aufgrund der Einteilung in Mikroregionen und Mesoregionen zur Mikroregion Unaí, die wiederum Teil der Mesoregion Nordwesten von Minas war.
Die Region verfügt über Flüsse, Bäche und Wanderwege, zu den Höhepunkten zählen der Rio Preto, Córrego Seco, Córrego Buriti Grande, Cotovelo, Flechas und Ribeirão Gado Bravo.

## Demographie
Bei der brasilianischen Volkszählung 2010 3814 Einwohner (2008: 3839, 2007: 3781, 2003: 3976). Die Bevölkerungszahl wurde zum 1. Juli 2018 auf 3699 Einwohner geschätzt.
Bei der Volkszählung in Brasilien 2022 betrug die Einwohnerzahl 3.697. 2024 wurde sie auf 3.767 Einwohner geschätzt.

## Geschichte

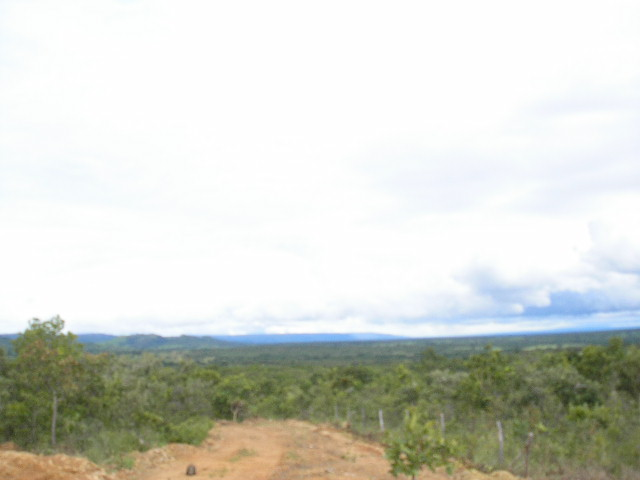
Cerrado rund um die Gemeinde

Sie entstand aus einer Viehzuchtanlage am Ufer des Córrego Espinho. Mit der Gründung der Comissão do Vale do São Francisco (C.V.S.F.) im Jahr 1948 und ihrer Einrichtung im Jahr 1952 mit dem Ziel, einen Kolonisationskern zu schaffen, der den Namen Colônia Agropecuária do Paracatu (CAP) erhielt und zur SUVALE - Superintendência do Vale do São Francisco, heute CODEVASF - Comissão do Vale do São Francisco gehörte.
Mit der Ankunft der Familien der Siedler, die hierher kamen, um auf ihren Grundstücken (den heutigen Farmen) zu arbeiten, entstand eine Religiosität, die sich aus dem Rosenkranzgebet und dem Bau einer kleinen Kapelle ergab, in der am 3. Mai 1952 Frei Adolfo, Pfarrer von João Pinheiro, in Begleitung von Herrn Sinval die erste Messe feierte. Mit dem Bau der Kapelle entstand die kleine Siedlung namens Forguilha do Espinho. Dieser Name ist laut den alten Bewohnern auf die große Menge an dorniger Vegetation zurückzuführen, die hier zu dieser Zeit existierte.
Der Bezirk wurde unter dem Namen Vila de Dom Bosco, ehemals Dorf (povoado), durch das Provinzgesetz (Lei Provincial) Nr. 8285 vom 8. Oktober 1982 gegründet und dem Municipio Bonfinópolis de Minas, ehemals Fróis, unterstellt.
In der territorialen Aufteilung vom 1. Juli 1983 gehört der Bezirk Vila Dom Bosco zum Munizip Bonfinópolis de Minas. Dies blieb in der territorialen Aufteilung von 1988 unverändert.
Durch das Landesgesetz Nr. 12030 vom 21. Dezember 1995 wurde es in den Rang eines Municipio mit dem Namen Dom Bosco erhoben und von Bonfinópolis de Minas getrennt.

## Wirtschaft und Bildung
Wichtigster Wirtschaftszweig ist die Rinderzucht (Bestand 2006: 34.000 Stk.) sowie Ackerbau: Getreide (1.700 ha), Soja (450 ha), Bohnen, Reis, vereinzelt auch Kaffee und Mango. Im Gemeindegebiet liegen etwa 400 Farmen (2006: 406), in denen ca. 1/3 der Einwohner beschäftigt sind.
Die Gemeinde hat 4 Grundschulen (2006: 826 Schüler) und eine Mittelschule (2006: 224 Schüler), 2 Krankenhäuser, aber kein Bankinstitut.

## Klima
Die durchschnittliche Jahrestemperatur beträgt 24 °C und das Klima ist tropisch heiß, mit einer fünfmonatigen Trockenzeit, die im Winter milder ausfällt.
Die Vegetation ist gekennzeichnet durch weit auseinander stehende und verdrehte Bäume und niedrige Vegetation.